# Daughter (película de 2014)
Daughter (en hangul, 다우더; romanización revisada, Daudeo) es una película dramática escrita, dirigida, y protagonizada por Koo Hye Sun.
Daughter se estrenó en el 19 Busan International Film Festival antes de su estreno en cines el 6 de noviembre de 2014.

## Sinopsis
San (Koo Hye Sun) experimentó un sombrío panorama durante su infancia y adolescencia debido a los abusos emocionales, verbales y físicos de su abusiva madre. Implacable, crítica y exigente, la madre de San estuvo particularmente obsesionada con prevenir a su hija adolescente tomar plena posesión de su sexualidad. El único alivio de San fueron sus clases de piano con su amable vecino, Jeong-hee. Años más tarde, cuando San se entera de que está embarazada, visita en el hospital a su madre enferma, quien está en estado terminal. A pesar de la espera de su inminente muerte, su madre no ha cambiado en absoluto, y San se pregunta si nunca estará libre de los dolorosos recuerdos del pasado.

## Elenco
- Koo Hye Sun es San.
- Shim Hye-jin es Madre.
- Hyun Seung-min es San (joven).
- Yoon Da-kyung es Jeong-hee.
- Lee Hae-woo es Jin-woo.
- Yang Hyun-mo